# McMillan (série télévisée)
Pour les articles homonymes, voir McMillan.
McMillan (McMillan & Wife, puis McMillan pour la dernière saison) est une série télévisée américaine en seize épisodes de 90 minutes et 24 épisodes de 70 minutes, créée par Leonard Stern et diffusée 17 septembre 1971 et le 24 avril 1977 sur le réseau NBC.
En France, la série a été diffusée en 1988 sur TF1.

## Synopsis
McMillan & Wife est tourné autour d'un quadragénaire de San Francisco et commissaire de police, Stuart McMillan (Rock Hudson) et son épouse Sally (Susan Saint James). Les scénarios s'articulent autour de la résolution de crimes et de la vie conjugale des McMillan.

## Distribution
- Rock Hudson : Stewart McMillan
- Susan Saint James : Sally McMillan (saisons 1 à 5)
- John Schuck : Charles Enright
- Nancy Walker : Mildred (saisons 1 à 5)

## Épisodes

### Pilote (1971)
1. Once Upon a Dead Man

### Première saison (1971-1972)
1. Murder by the Barrel
2. The Easy Sunday Murder Case
3. Husbands, Wives, and Killers
4. Death Is a Seven Point Favorite
5. The Face of Murder
6. Till Death Do Us Part
7. An Elementary Case of Murder

### Deuxième saison (1972-1973)
1. Esprit es-tu là ?[1] (The Night of the Wizard)
2. Blues for Sally M
3. Cop of the Year
4. Terror Times Two
5. No Hearts, No Flowers
6. The Fine Art of Staying Alive
7. Two Dollars on Trouble to Win

### Troisième saison (1973-1974)
1. Death of a Monster… Birth of a Legend
2. The Devil, You Say
3. Free Fall to Terror
4. The Man Without a Face
5. Reunion in Terror
6. Cross & Double Cross

### Quatrième saison (1974-1975)
1. Downshift to Danger
2. The Game of Survival
3. Buried Alive
4. Guilt by Association
5. Night Train to L.A.
6. Love, Honor and Swindle

### Cinquième saison (1975-1976)
1. The Deadly Inheritance
2. Requiem for a Bride
3. Aftershock
4. Secrets for Sale
5. The Deadly Cure
6. Greed
7. Point of Law

### Sixième saison (1976-1977)
1. All Bets Off
2. Dark Sunrise
3. Phillip's Game
4. Coffee, Tea, or Cyanide?
5. Affair of the Heart
6. Have You Heard About Vanessa?

## Commentaires
La série change de titre et de format pour la sixième saison. Susan Saint James a dû quitter après l'échec des négociations de son contrat, ainsi que le départ de Nancy Walker qui a eu sa propre émission à l'automne 1976, The Nancy Walker Show (en), sur ABC.